# Геометрическое броуновское движение
Геометрическое броуновское движение (GBM) (реже, экспоненциальное броуновское движение, экономическое броуновское движение) — случайный процесс с непрерывным временем, логарифм которого представляет собой броуновское движение(винеровский процесс). GBM применяется в целях моделирования ценообразования на финансовых рынках и используется преимущественно в моделях ценообразования опционов, так как GBM может принимать любые положительные значения. GBM является разумным приближением к реальной динамике цен акций, не учитывающем, однако, редкие события (выбросы).
Случайный процесс St является GBM, если он удовлетворяет следующему стохастическому дифференциальному уравнению:
{\displaystyle dS_{t}=\mu S_{t}\,dt+\sigma S_{t}\,dW_{t}}
где {\displaystyle W_{t}} есть броуновское движение, а {\displaystyle \mu } («параметр сноса») и {\displaystyle \sigma } («параметр волатильности») постоянны.
Для произвольного начального значения S0 данное СДУ имеет решение
{\displaystyle S_{t}=S_{0}\exp \left(\left(\mu -{\frac {\sigma ^{2}}{2}}\right)t+\sigma W_{t}\right),}
что есть логнормально распределённая случайная величина с математическим ожиданием {\displaystyle \mathbb {E} (S_{t})=e^{\mu t}S_{0}} и дисперсией {\displaystyle \operatorname {Var} (S_{t})=e^{2\mu t}S_{0}^{2}\left(e^{\sigma ^{2}t}-1\right).}
Корректность решения может быть установлена с использованием леммы Ито. Случайная величина log(St/S0) распределена нормально с матожиданием {\displaystyle (\mu -\sigma ^{2}/2)t} и дисперсией {\displaystyle \sigma ^{2}t}, что означает, что приращения GBM нормальны (с учётом цены), что даёт основание говорить о «геометричности» процесса.